# 曾可妡
曾可妡（1987年6月21日—），原名曾筱嘉，台灣自由車選手，曾代表國家參加2011世界自由車公路錦標賽。現為國立臺灣體育運動大學自行車專任教練。

## 比賽紀錄
2004年
亚洲青少年公路锦标赛
公路赛第五名
计时赛第七名
2009年
东亚运动会公路赛第七名
2011年
亞洲單車錦標賽计时赛第七名
2014年
台湾新竹田径国际精英赛个人发挥赛程第一名
香港国际田径杯
积分赛第二名
抓绕赛第二名
个人发挥赛程第三名
香港国际田径杯
抓绕赛第二名
多项运动比赛第三名
亞洲運動會自由車比賽团体赛第三名 （与黃亭茵, 蕭美玉和朱亦方）
亚洲自行车锦标赛抓绕赛第三名
计时赛第四名, 亚洲自行车锦标赛
2015年
襄陽国际田径比赛多项运动比赛第一名
台湾新竹田径国际精英赛个人发挥赛程第一名 
个人发挥赛程第一名
抓绕赛第一名
多项运动比赛第三名
日本田径杯计时赛第二名
亚洲公路锦标赛计时赛第五名

## 外部連結
- 曾可妡在ProCyclingStats的頁面